# 우디네역 (밀라노 지하철)
우디네역(이탈리아어: Udine)은 밀라노 지하철 2호선의 역이다. 1969년 9월 27일 문을 열었다.
역 근처에는 넓다란 시립공원인 람브로 공원 (Parco Lambro)과 밀라노의 주요 거주 지구인 콰르티에르 페르테가 있다.

## 시설
이 역에는 다음과 같은 시설이 있다.
- 장애인 승객을 위한 접근 시설
- 에스컬레이터
- 승차권 자동판매기
- 역 감시카메라